# Brian Glynn
Brian Glynn (* 23. November 1967 in Iserlohn, Deutschland) ist ein ehemaliger kanadischer Eishockeyspieler. Der Verteidiger absolvierte zwischen 1987 und 1996 über 400 Spiele für sechs Teams in der National Hockey League. Dabei erreichte er mit den Minnesota North Stars im Jahre 1991 sowie mit den Vancouver Canucks im Jahre 1994 jeweils das Stanley-Cup-Finale, war mit seiner Mannschaft jedoch jeweils unterlegen.

## Karriere
Brian Glynn wurde in Iserlohn geboren, als sein Vater dort bei den kanadischen Streitkräften stationiert war, kehrte allerdings noch im Kindesalter nach Kanada zurück und wuchs in Saskatchewan auf. Dort war er zwischen 1983 und 1985 für die Melville Millionaires in der Saskatchewan Junior Hockey League aktiv, bevor er zu den Saskatoon Blades in die ranghöhere Western Hockey League wechselte. In der Saison 1985/86 verzeichnete er 32 Scorerpunkte in 66 Spielen und wurde anschließend im NHL Entry Draft 1986 an 37. Position von den Calgary Flames ausgewählt. Nach einer weiteren Spielzeit in Saskatoon wechselte der Abwehrspieler zur Saison 1987/88 fest in die Organisation der Flames und erspielte sich prompt einen Stammplatz in deren Aufgebot für die National Hockey League (NHL). Diesen verlor er jedoch im folgenden Jahr, sodass er fortan überwiegend für die Salt Lake Golden Eagles in der International Hockey League (IHL) auf dem Eis stand. Dort erzielte er 61 Punkte in 80 Partien der Spielzeit 1989/90, sodass man ihn mit der Governor’s Trophy als bester Verteidiger der Liga auszeichnete und ins IHL First All-Star Team wählte.
Seine Zeit bei den Flames endete im Oktober 1990, als er im Tausch für František Musil an die Minnesota North Stars abgegeben wurde. Mit den North Stars erreichte er in den Playoffs 1991 das Stanley-Cup-Finale, unterlag dort allerdings den Pittsburgh Penguins mit 2:4. Bereits Mitte der Folgesaison wurde er im Januar 1992 zu den Edmonton Oilers transferiert, während im Gegenzug David Shaw nach Minnesota wechselte. Auch mit den Oilers drang er in seiner ersten Saison weit in die Playoffs vor, scheiterte mit dem Team jedoch im Conference-Finale an den Chicago Blackhawks. Nach einem weiteren Jahr in Edmonton wurde er im September 1993 zu den Ottawa Senators geschickt, während diese ein Achtrunden-Wahlrecht für den NHL Entry Draft 1994 an die Oilers abgaben. Nach knapp einem halben Jahr in der kanadischen Hauptstadt gelangte der Verteidiger im Februar 1994 über den Waiver zu den Vancouver Canucks, mit denen er in den anschließenden Playoffs 1994 sein zweites Endspiel erreichte, den Titel jedoch durch eine 3:4-Niederlage gegen die New York Rangers erneut verpasste.
Anschließend kam Glynn in der ersten Hälfte der Saison 1994/95 nicht zum Einsatz, bevor er über den NHL Waiver Draft im Januar 1995 zu den Hartford Whalers gelangte. Diese sollten sein letztes NHL-Team darstellen, da er zwar im Oktober 1996 in einem „Blockbuster-Trade“ zu den Detroit Red Wings wechselte, für das Team allerdings nicht mehr auflief. Mit ihm wechselte Brendan Shanahan in die Motor City, während die Whalers Paul Coffey, Keith Primeau und ein Erstrunden-Wahlrecht für den NHL Entry Draft 1997 erhielten. Glynn verbrachte den Rest der Spielzeit 1996/97 bei den  San Antonio Dragons in der IHL, bevor er seine Laufbahn bei den Kölner Haien in seinem Geburtsland ausklingen ließ.
Nach dem Ende seiner aktiven Karriere ließ er sich in Prince Albert in seiner Heimatprovinz Saskatchewan nieder und ist dort seither als Polizist tätig.

## Erfolge und Auszeichnungen
- 1990 Governor’s Trophy
- 1990 IHL First All-Star Team

## Karrierestatistik
(Legende zur Spielerstatistik: Sp oder GP = absolvierte Spiele; T oder G = erzielte Tore; V oder A = erzielte Assists; Pkt oder Pts = erzielte Scorerpunkte; SM oder PIM = erhaltene Strafminuten; +/− = Plus/Minus-Bilanz; PP = erzielte Überzahltore; SH = erzielte Unterzahltore; GW = erzielte Siegtore; 1 Play-downs/Relegation; Kursiv: Statistik nicht vollständig)